# Cruz de Campanha
Cruz de Campanha é uma condecoração brasileira concedida a militares e civis por serviços prestados durante a I Guerra Mundial (1914-1918). Foi criada pelo Decreto Legislativo nº 4.386, de 10 de dezembro de 1921.